# Older (single)
Older is een nummer van de Britse zanger George Michael. Het nummer werd uitgebracht als vierde single van zijn album Older in 1997.
Hetzelfde nummer werd ook uitgebracht als ep onder de naam "The Older EP". Deze ep bestaat voornamelijk uit het nummer Older en een cover van het nummer I Can't Make You Love Me van Bonnie Raitt. Het nummer had, net als zijn voorganger Spinning the Wheel, wereldwijd niet veel succes. Alleen in thuisland Engeland werd een derde plaats behaald in de hitlijst. In Nederland kwam het nummer slechts tot plek negenentwintig.

## Hitnotering
| Older in de Nederlandse Top 40 binnen: 1 februari 1997 | Older in de Nederlandse Top 40 binnen: 1 februari 1997 | Older in de Nederlandse Top 40 binnen: 1 februari 1997 | Older in de Nederlandse Top 40 binnen: 1 februari 1997 |
| Week                                                   | 1                                                      | 2                                                      | 3                                                      |
| ------------------------------------------------------ | ------------------------------------------------------ | ------------------------------------------------------ | ------------------------------------------------------ |
| Nummer                                                 | 30                                                     | 29                                                     | uit                                                    |

### NPO Radio 2 Top 2000
Older stond in 2024 voor het eerst in de NPO Radio 2 Top 2000, op plek 1906.

## Tracklists

### Single
1. "Older" - 5:36
2. "I Can't Make You Love Me" - 5:23

### Older EP
1. "Older" - 5:36
2. "I Can't Make You Love Me" - 5:23
3. "Desafinado" - 3:21 (met Astrud Gilberto)
4. "The Strangest Thing" - 6:02 (live opgenomen in het BBC Radio Theatre, 8 Oktober 1996)